# Jonas Kubilius
Jonas Kubilius   (Fermos, 27 de juliol de 1921 - Vílnius, 30 d'octubre de 2011) va ser un matemàtic lituà.

## Vida i obra
Kubilius va néixer en un llogaret rural anomenat Fermos, al nor-oest de l'actual Lituània. Va ser escolaritzat als petits i propers pobles de Rutkiškiai i, una mica més llunyà (set quilòmetres), d'Eržvilkas. El 1940 va acabar els estudis secundaris a la ciutat de Raseiniai i va començar els estudis universitaris a la universitat de Vílnius. Malgrat la interrupció provocada per la Segona Guerra Mundial, durant la qual va ser resistent a les ocupacions alemanya i soviètica amb el sobrenom de Bernotas, es va graduar en matemàtiques el 1946. A continuació va anar a Leningrad per fer estudis de post-grau amb el matemàtic Iuri Línnik, qui li va dirigir la tesi doctoral de 1951 sobre la geometria dels nombres primers.
En retornar a Vilnius va ser nomenat professor de la universitat, de la qual va ser nomenat rector el 1958. El 1991 va deixar el càrrec i es va retirar de la vida acadèmica, per a ser diputat del parlament lituà.
Kubilius, no solament va ser rector de la universitat durant més de tres dècades, sinó que, a més, va ser un impulsor de l'estudi de les matemàtiques a Lituània i va ser l'autor de treballs de recerca importants en teoria de nombres, teoria de la probabilitat i, sobre tot, en les àrees d'intersecció d'aquestes dues especialitats, encetant el camp de la teoria probabilística de nombres. Juntament amb Vitautas Statulevicius va ser l'impulsor de les recerques en informàtica a Lituània.